# Viaje a la prehistoria
Cesta do pravěku (en Argentina: Viaje a la prehistoria, en eslovaco: Cesta do praveku, lanzado en EE. UU. como A Journey to the Beginning of Time) es una película de ciencia ficción checoslovaca de 1955 dirigida por Karel Zeman, con guion de J. A. Novotný y con efectos especiales stop-motion de Arnošt Kupčík, Jindřich Liška y Karel Zeman. Trata sobre un grupo de cuatro chicos adentrándose en las edades pasadas de la Tierra.

## Argumento
Cuatro amigos navegan en una barquita por «el río del tiempo» el cual les lleva a una cueva misteriosa. Al salir del misma, en el otro lado de ella, encuentran un mundo perdido en los tiempos, donde pueden ver animales extinguidos ya hace milenios e incluso pueden ver huellas del hombre primitivo. Mientras más tiempo navegan por ese río, más se adentran en la prehistoria, en los tiempos cada vez más remotos.

## Animales prehistóricos
- Mammuthus primigenius (mamut lanudo o mamut de la tundra),
- Coelodonta,
- Deinotherium,
- Honanotherium,
- Smilodon,
- ¿Moropus?,
- Uintatherium,
- Phorusrhacos,
- Pteranodon,
- Styracosaurus,
- Stegosaurus (estegosaurio),
- Brontosaurus (brontosaurio),
- Edmontosaurus (llamado en la película Trachodon),
- Ceratosaurus,
- Meganeura,
- anfibios sin identificar, tal vez Eryops,
- Trilobita (trilobites).

## Reparto
- Vladimír Bejval como Jirka,
- Petr Herrman como Toník,
- Zdenek Hustak como Jenda,
- Josef Lukás como Petr (narrador al mismo tiempo).[3]

## Producción
Los exteriores fueron grabados en el río Morava en proximidad de la ciudad Bzenec, Moravia, Chequia, en la reserva natural Osypané břehy, otras escenas fueron grabadas en el plató.
Zeman fue profundamente influenciado por la obra de Zdeněk Burian, el cual hizo varias reconstrucciones de cómo podría ser los animales prehistóricos. Las imágenes de los antiguos animales fueron creadas con ayuda y control del paleontólogo checo Josef Augusta.